# Wil Vening
Wil Vening, pseudoniem van Wil de Groot, voluit Wilhelmina Catharina de Boer-de Groot (Leeuwarden, 17 mei 1924 - Groningen, 22 januari 2006) was een Nederlands kinderboekenschrijver en romanauteur.
Wil de Groot woonde te Leeuwarden aan Het Kanaal en studeerde kinderverzorging aan de Huishoudschool. Het gezin woonde gedurende de Tweede Wereldoorlog bij de elektriciteitscentrale, waarvan haar vader de bedrijfsleider was. Na de oorlog huwde ze en werd moeder van drie kinderen. Nadat de jongste aan de kleuterschool begon, startte haar auteurscarrière in 1974 in Aalden, aanvankelijk in het Drents;
Vening schreef een aantal kinderboeken, uitgegeven bij Kluitman en historische romans voor volwassenen. Ze overleed op 81-jarige leeftijd in Groningen.
- International Standard Name Identifier: 0000 0000 7425 301X
- Library of Congress Control Number: no2010007071
- Nederlandse Thesaurus van Auteursnamen: 068150237
- Système universitaire de documentation: 194431231
- Virtual International Authority File: 91351329
- WorldCat: E39PBJh4qrXhRHcwRMp8CckCcP